# José de Villapadierna
José María Padierna de Villapadierna (ur. 26 grudnia 1909 roku w Maladze, zm. 23 października 1979) – hiszpański kierowca wyścigowy.

## Kariera
De Villapadierna został kierowcą wyścigowym z zamiłowania. Tak bardzo pragnął uczestniczyć w wyścigach samochodowych, że posunął się do kradzieży biżuterii własnej babci i odsprzedania ich za samochód. Karierę rozpoczął w 1934 roku, kiedy to ukończył Grand Prix Nicei na czwartej pozycji. W kolejnych latach kierowca założył własny zespół Scuderia Villapadeira. W sezonie 1936 uplasował się na czwartej pozycji w Grand Prix Pau. Stanął także na najniższym stopniu podium w Grand Prix Deauville. Przerwał ściganie po wybuchu Wojny domowej w Hiszpanii. Po II wojnie światowej starał się powrócić do wyścigów, jednak startował jedynie w mniejszych zawodach.